# Efim Shchadenko
Efim Afanasyevich Shchadenko (em russo: Ефи́м Афана́сьевич Щаде́нко; vila de Kamenskaya, agora Kamensk-Shakhtinsky, distrito de Donetsk, Oblast da Hoste do Don, Império Russo, 27 de setembro de 1885 – 6 de setembro de 1951, Moscou, URSS) foi um revolucionário, militar e estadista soviético. Alcançou o posto de Coronel-General em 1942 e era membro do POSDR desde 1904.
Entre 1930 e 1934, foi membro da Comissão Central de Controle; de 1939 a 1941, membro do Comitê Central do PCUS, e a partir de 1941, candidato a membro do Comitê Central. Foi deputado do Soviete Supremo da URSS na 1ª convocação (1937–1946). Esteve envolvido nas repressões em massa dentro do Exército Vermelho.

## Biografia
Faleceu e foi enterrado no Cemitério Novodevichy, em Moscou.
Em abril de 1904, entrou para a organização unificada dos sociais-democratas de Piatigorsk. Durante a Revolução de 1905–1907, vivia em Bacu, onde organizou uma greve que durou cerca de dois meses.
No outono de 1906, mudou-se para Vladikavkaz, onde também trabalhou como alfaiate. Lá, fundou círculos clandestinos bolcheviques nas oficinas de alfaiataria e no regimento de infantaria de Apsheron. Também organizou o sindicato “Agulha”, que promovia greves com frequência.
Em 1907, usando o apoio da “Agulha”, organizou uma manifestação de 1 de maio, que acabou em briga entre os participantes e membros da extrema-direita (os chamados "centenas-negras"). Por ter organizado o evento, Shchadenko foi ameaçado de prisão e precisou retornar a Kamenskaya. Sem sua liderança, os círculos que havia criado se desintegraram.
Em Kamenskaya, em 20 de agosto de 1907, organizou uma greve de trabalhadores de oficinas de sapateiros, que foi reprimida pelas autoridades. Os organizadores, incluindo Shchadenko, foram presos, mas soltos logo depois por falta de provas.
Ainda em 1907, fundou a primeira cooperativa de alfaiates de Kamenskaya, funcionando como uma comuna. Isso levou à falência de quatro oficinas privadas. Por continuar com a agitação revolucionária, passou a ser vigiado pela polícia e teve de se esconder na estação Kavkazskaya em 1908. Por ordem do ataman regional, general Makeev, a cooperativa foi fechada. Em Kavkazskaya, voltou a trabalhar como alfaiate e continuou sua militância entre os operários do depósito ferroviário.
Em 1913, por atividades revolucionárias, foi condenado a dois anos de prisão na fortaleza, sendo encarcerado na cidade de Armavir.
Em agosto de 1914, soldados de um esquadrão de cavalaria reserva, acampado próximo à prisão, dispersaram os guardas e libertaram os presos. Os soldados não foram punidos, mas enviados para a frente de batalha. Foi nessa ocasião que Shchadenko conheceu o então suboficial Semyon Budyonny.
Shchadenko voltou à sua terra natal. Em fevereiro de 1917, tornou-se presidente do comitê bolchevique de Kamenskaya. Durante a Revolução de Outubro, esteve em Petrogrado como delegado do II Congresso Pan-Russo dos Sovietes de Deputados Operários e Soldados, onde foi criado o Soviete dos Comissários do Povo. Após retornar, organizou unidades da Guarda Vermelha e participou da repressão aos focos contrarrevolucionários na região do Don

### Guerra civil
Em janeiro de 1918, foi eleito membro do Comitê Militar-Revolucionário do Don. Entre maio e junho de 1918, o destacamento da Guarda Vermelha, do qual fazia parte, recuou com combates até Tsaritsyn. Durante esses enfrentamentos, Shchadenko foi ferido na mão e no ombro. Em Tsaritsyn, em 23 de julho de 1918, foi formada uma força sob comando de Kliment Voroshilov, composta por unidades dos 3.º e 5.º Exércitos e destacamentos da Guarda Vermelha dos distritos de Donetsk e Morozovsk, com a missão de defender a cidade.
Em 16 de agosto de 1918, Shchadenko foi nomeado comissário de todos os exércitos da frente de Tsaritsyn. Em cinco meses, organizou várias unidades: o Regimento de Infantaria Gromoslavsky, o Regimento dos Camponeses Pobres, 48 companhias de marcha, 12 esquadrões, 23 equipes de metralhadoras, 8 baterias de artilharia e a 1ª. Divisão Donetsk-Morozovsk. Participou pessoalmente dos combates.
De novembro de 1918 a janeiro de 1919, foi representante especial do Conselho Militar Revolucionário (RVS)  do 10.º Exército. 
De 28 de janeiro a 15 de junho de 1919, integrou o RVS da Frente Ucraniana.
Foi um dos fundadores do 1.º Exército de Cavalaria. Em 17 de novembro de 1919, o RVS da Frente Sul decidiu criar esse exército sob o comando de Semyon Budyonny, a partir do 1.º Corpo de Cavalaria, reunindo as 4ª, 6ª e 11ª Divisões de Cavalaria e outras unidades. De novembro de 1919 a julho de 1920, Shchadenko foi membro do RVS desse exército. Por sua atuação nos combates, recebeu um relógio de ouro do Comitê Executivo Central da URSS. Na primavera de 1920, após a prisão de Boris Dumenko, testemunhou contra ele junto com Budyonny e Voroshilov, o que resultou na execução de Dumenko.
De 16 de julho a 8 de outubro de 1920, atuou no RVS do 2.º Exército de Cavalaria, onde liderou diretamente a repressão às forças de Nestor Makhno.
No início de outubro de 1920, foi retirado da frente e enviado para tratamento em um sanatório em Moscou.
Participou das principais vitórias do Exército Vermelho contra as tropas de Denikin, Petliura e Wrangel. Ganhou fama como herói da Guerra Civil Russa e tornou-se amigo e aliado próximo de Budyonny e Voroshilov.

### Período entre guerras
De outubro de 1921 a fevereiro de 1922, Shchadenko atuou temporariamente como comandante da 2.ª Divisão Donetsk de Destinação Especial. Cursou dois anos na Academia Militar do Exército Vermelho (1923). Durante esse período, recebeu a Ordem do Estandarte Vermelho, concedida em 10 de abril de 1922 por indicação de Stalin e Voroshilov, pelos feitos de 1918. Nessa época, passou por uma cirurgia para retirada do rim direito, o que o impediu de concluir os estudos.
A partir de 1 de abril de 1924, atuou como inspetor político da cavalaria do Exército Vermelho, participando da reforma militar de 1924–1925.
Em 1 de setembro de 1926, foi colocado em licença prolongada por motivos de saúde. Em janeiro de 1927, passou a atuar sob responsabilidade da Direção Geral do Exército Vermelho. Realizou tratamentos, inclusive na Alemanha, mas sem sucesso. Durante a convalescença, dedicou-se à escrita, redigindo uma história da 1.ª Cavalaria, que não chegou a ser publicada.
Em março de 1930, foi nomeado assistente do diretor da Academia Militar Frunze para assuntos políticos. O diretor da academia, August Kork, relatou em 17 de agosto de 1936 ao marechal Tukhachevsky que Shchadenko apresentava sinais graves de instabilidade mental e solicitou sua remoção imediata e internação médica:

Pessoalmente. Ao Vice-Comissário do Povo para a Defesa, Marechal da União Soviética Mikhail Tukhachevsky.

Relato: O estado de saúde do meu assistente, o camarada Shchadenko, é extremamente preocupante. Em minha opinião, ele pode sofrer um surto de loucura violenta a qualquer momento.

Solicito a liberação imediata do camarada Shchadenko de suas funções na Academia e seu encaminhamento para cuidados médicos.— Chefe da Academia, August Kork.
Apesar disso, em dezembro de 1936, tornou-se vice-comandante para assuntos políticos e chefe da Direção Política do Distrito Militar de Carquive. Em maio de 1937, foi nomeado membro do Conselho Militar do Distrito Militar de Kiev e, a partir de 23 de novembro de 1937 até dezembro de 1940, atuou como vice-comissário do Povo para a Defesa da URSS, além de chefe da Direção do Corpo de Comando do Exército Vermelho. Simultaneamente, de março de 1938 a julho de 1940, integrou o Conselho Militar Principal do Exército Vermelho.

Num dos dias da primavera de 1937, ao abrir o jornal, li que os órgãos de segurança do Estado haviam 'revelado uma conspiração militar-fascista'. Entre os nomes dos conspiradores estavam altos comandantes soviéticos, incluindo o Marechal da União Soviética Mikhail Tukhachevsky.

...Logo, uma nova liderança chegou ao Distrito Militar de Kiev. O membro do Conselho Militar, Shchadenko, desde os primeiros momentos passou a olhar com desconfiança para os funcionários do Estado-Maior. Observava-os abertamente e logo iniciou uma atividade muito intensa de comprometimento do corpo de comando e político, o que levou a prisões em massa de oficiais. Quanto mais prisões ocorriam, mais difícil era acreditar em traição, sabotagem e conspiração. Mas, ao mesmo tempo, como não acreditar nisso? A imprensa, dia após dia, relatava novos e novos casos de sabotagem, atentados e espionagem.— Aleksandr Gorbatov, Anos e Guerras. Moscou, 1965. p. 382.

### Grande Guerra Patriótica
Durante a Grande Guerra Patriótica, Shchadenko ocupou o cargo de vice-comissário do povo para a Defesa da URSS — chefe da Direção Principal de Formação e Reforço de Tropas do Exército Vermelho (Glavupraform) — de 8 de agosto de 1941 a 20 de maio de 1943. Também foi membro do Conselho Militar da Frente Sul (26 de setembro a 20 de outubro de 1943) e da 4ª Frente Ucraniana (20 de outubro de 1943 a 13 de janeiro de 1944). No entanto, gravemente doente, foi enviado de avião para um hospital em Moscou em 3 de novembro de 1943 e nunca mais retornou ao front.
Em 1944, foi transferido para a Direção Política Principal do Exército Vermelho e não voltou a ocupar cargos desde então.
Em 1910, casou-se com Elena Maksimovna. No mesmo ano, com a morte dos pais, o casal assumiu a criação do irmão mais novo de Efim, Georgiy, de 12 anos, e da irmãzinha Dusya. Em 1913, após a prisão de Efim, Elena o deixou.

### Família
Em homenagem a Shchadenko:
Seu segundo casamento foi com Maria Aleksandrovna Denisova-Shchadenko (1894-1944), que ele conheceu na 1.ª Cavalaria, onde ela chefiava o departamento de arte e agitação. Em 1927, Maria concluiu os estudos nas Oficinas Estaduais Superiores de Arte e Técnica de Moscou, tornando-se escultora monumentalista. É apontada como inspiração da heroína do poema “A Nuvem de Calças”, de Maiakovski. Ela cometeu suicídio.

## Avaliações
- “Era um homem exigente e um organizador habilidoso.”[11] — Marechal da União Soviética Gueorgui Júkov
- “Shchadenko era muito rude na forma, mas humano no conteúdo.”[12] — Major-General Artyom Sergeev
- “No fim da vida, ficou completamente fora de si. À sua arrogância e vaidade se somaram uma avareza e ganância patológicas... Vendia legumes de sua própria dacha e acumulava dinheiro. Quando adoeceu, levou seus próprios travesseiros, cobertores e colchão para o hospital do Kremlin. Quando morreu, encontraram mais de 160 mil rublos escondidos no colchão. Morreu em cima dessa fortuna.” — Procurador-militar-chefe Nikolai Afanasyev

## Prêmios
- 4 Ordens de Lenin (23/02/1935, 22/02/1938 (ordem nº 3652), 22/01/1942, 21/02/1945)
- 4 Ordens do Estandarte Vermelho (1922, 22/02/1930, 3/11/1944, 6/11/1947 [13])
- Ordem de Suvorov de 2ª classe (19/03/1944)[14]
- Ordem da Estrela Vermelha (15/01/1934)
- Medalha do Jubileu "XX Anos do Exército Vermelho de Operários e Camponeses" (22/02/1938)
- Medalha "Pela Vitória sobre a Alemanha na Grande Guerra Patriótica 1941–1945"

- Medalha "Pela Defesa de Moscou"
- Medalha "Pela Defesa de Stalingrado"

## Patentes militares
- Comissário de corpo (1935)
- Comissário de exército de 2ª classe (1937)
- Comissário de exército de 1ª classe (1939)
- Coronel-General (1942)

## Memória
Nasceu na vila de Kamenskaya (atualmente cidade de Kamensk-Shakhtinsky, distrito de Kamensky, Oblast de Rostov), em uma família de operários, o pai era trabalhador braçal e a mãe, diarista (ambos faleceram em 1910). Era ucraniano. Concluiu dois anos da escola paroquial e trabalhou como alfaiate. Viveu em Rostov do Don, Bacu e Piatigorsk.
- A 5.ª Divisão de Cavalaria de Guardas, posteriormente transformada na 5.ª Divisão de Tanques de Guardas, recebeu seu nome. Atualmente, essa unidade é a 37.ª Brigada Motorizada de Guardas de Budapeste E.fim Shchadenko.
- Diversas ruas receberam seu nome em cidades como Rostov-do-Don, Volgogrado, Taganrog, Kamensk-Shakhtinsky, Kalitvenskaya, Zaporozhye (atualmente rua Nibur), Lugansk, Simferopol, Kramatorsk (agora rua Petro Sahaidachny), Dzerzhinsk (hoje rua Gaidar), Kaliningrado, Stavropol, Krasny Sulin e Nalchik. Em Oryol, há um beco chamado Shchadenko.
- Uma praça e um parque em Kamensk-Shakhtinsky também levavam seu nome (agora homenageiam o ataman Platov). Um busto de Shchadenko ficava no parque, mas foi demolido após repetidos atos de vandalismo. Em 2003, um busto de M. I. Platov foi instalado nas proximidades. A rua local ainda leva o nome de Shchadenko.

### Na arte
- O pintor Nikolai Strunnikov fez seu retrato.
- Em 1961, a editora soviética IZOGIZ lançou um cartão-postal com a imagem de Shchadenko.

## Literatura
- Гуляев А. А. Е. А. Щаденко и репрессии в Красной армии в 1937—1938 гг. // Вопросы истории. — 2016. — № 10. — С. 145—152.
- Лазарев С. Е., Гуляев А. А. Любовь и ненависть Ефима Щаденко // Родина. — 2015. — № 1. — С. 132—134.
- Лазарев С. Е., Гуляев А. А. От портного до краскома // Военно-исторический журнал. — 2015. — № 1. — С. 45—51.
- Лазарев С. Е., Гуляев А. А. Последняя война Ефима Щаденко // Военно-исторический архив. — 2016. — № 8. — С. 178—191.
- Лазарев С. Е. Сталинский «серый кардинал». Второй этап жизни Ефима Щаденко // Военно-исторический журнал. — 2018. — № 9. — С. 85—93.

## Ligações
- Efim Afanasyevich Shchadenko no "Manual de História do Partido Comunista e da União Soviética 1898-1991"
- Retrato do artista Aleksandr Mikhailovich Gerasimov